# Романов Михайло Данилович
Михайло Данилович Романов — радянський український режисер-документаліст.

## З життєпису
Народ. 25 липня 1911 р. в м. Слов'янську (нині Донецької обл.) в родині робітника. Працював електромонтером на сольових заводах (1925—1930).
Закінчив режисерський факультет Київського кіноінституту (1934). Був режисером Української студії кінохроніки (Харків, 1935—1941).
Учасник Великої Вітчизняної війни.
З 1946 р. працював на «Укркінохроніці» в Києві. Створив фільми: «Життя заможне» (1936), «Основний закон» (1937), «Серго Орджонікідзе» (1938), «Майстри вугілля» (1938), «Крим радянський» (1940), «Перше травня» (1941), «У шахтарів Донбасу» (1956), «Ярослав Чиж» (1960), «На землі батьків» (1961), «Початок біографії» (1964), «Ми з політехнічного» (1966), «Антей» (1966), «Чарівне мистецтво» (1967), «Тернопіль» (1968), «Земляки з Сомалі» (1970), «Тваринництво на промисловій основі» (1971), «Вирощування цукрових буряків у механізованих ланках» (1973), «В сім'ї вольній, новій» (1981) та ін.
Нагороджений медалями, Грамотою Президії Верховної Ради України.
Помер 15 квітня 1990 р. в Києві.